# Volker Pingel
Volker Pingel (* 18. Oktober 1941 in Wetzlar; † 10. März 2005 in Bochum) war Professor für Vor- und Frühgeschichte an der Ruhr-Universität Bochum.

## Leben
Er studierte von 1961 bis 1967 an den Universitäten Freiburg, Kiel und Marburg das Fach
Ur- und Frühgeschichte. 1971 promovierte er zum Thema „Die glatte Drehscheibenkeramik von Manching“.
Nach kurzer Tätigkeit bei der Römisch-Germanischen Kommission (RGK) und einem Reisestipendium des Deutschen Archäologischen Instituts war Pingel seit 1969 zunächst als Assistent, später als Akademischer Rat an der Universität Marburg beschäftigt, bevor er 1980 nach Bochum berufen wurde. Seine Habilitation über „Die vorgeschichtlichen Goldfunde der iberischen Halbinsel“ hatte er 1977 in Marburg eingereicht.
Volker Pinkel starb nach schwerer Krankheit im Alter von 63 Jahren am 10. März 2005 in Bochum.

## Schriften (Auswahl)
- Die glatte Drehscheibenkeramik von Manching (= Die Ausgrabungen in Manching. Bd. 4, ZDB-ID 519354-0). Steiner, Wiesbaden 1971 (Zugleich: Marburg, Universität, Dissertation, 1967). ISBN 978-3-515-00388-9
- Die vorgeschichtlichen Goldfunde der iberischen Halbinsel. Eine archäologische Untersuchung zur Auswertung der Spektralanalysen (= Madrider Forschungen. Bd. 17). de Gruyter, Berlin u. a. 1992, ISBN 3-11-012337-1 (Zugleich: Marburg (Lahn), Universität, Habilitations-Schrift, 1977).
- 25 Jahre, 2500 Jahre oder mehr als 25000 Jahre, das Gelände der Ruhr-Universität Bochum. Ein archäologischer Rückblick. Beiheft zum 25-jährigen Bestehen der Ruhruniversität Bochum.  Pressestelle der Ruhr-Universität, Bochum 1991.
- als Herausgeber mit Svend Hansen: Archäologie in Hessen. Neue Funde und Befunde. Festschrift für Fritz-Rudolf Herrmann zum 65. Geburtstag (= Internationale Archäologie. Studia honoraria. Bd. 13). Leidorf, Rahden/Westfalen 2001, ISBN 3-89646-393-4.
- als Herausgeber mit Andreas Hauptmann: Archäometrie. Methoden und Anwendungsbeispiele naturwissenschaftlicher Verfahren in der Archäologie (= Veröffentlichungen aus dem Deutschen Bergbau-Museum Bochum. Nr. 156). Schweizerbart, Stuttgart 2008, ISBN 978-3-510-65232-7.